# Trae

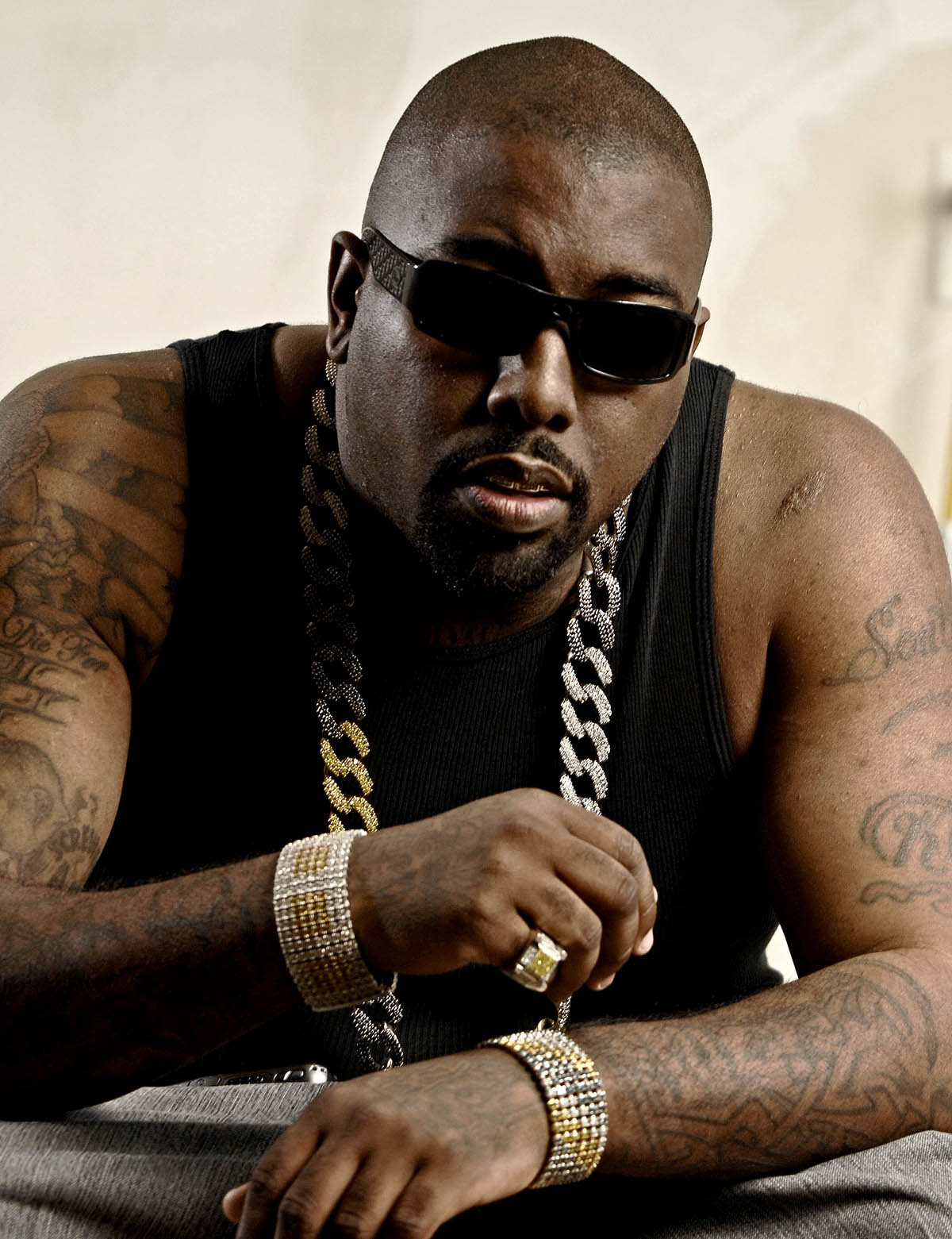

Фрейзер  Томпсон III (англ. Frazier Thompson III; род. 3 июля 1980), более известный под сценическим псевдонимом Trae — американский рэпер из Хьюстона, штат Техас. С кузеном Z-Ro составляют дуэт Assholes By Nature, а также являются частью андерграунд рэп коллектива Screwed Up Click. Trae и Z-Ro, наряду с другим своим кузеном Dougie D, являются основателями группы Guerilla Maab. Также он является старшим братом ещё одного Хьюстонского рэпера Jay’Ton.

## Творчество
Trae впервые отметился на рэп сцене в 1998 году, когда дебютировал на альбоме Z-Ro Look What You Did to Me, а затем продолжил свой творческий путь в составе Guerilla Maab, группы которая выпустила несколько альбомов в конце 90-х / начале 00-х. В 2003 году, с выпуском альбома Losing Composure стартует его сольная карьера. Чередой альбомов, таких как Same Thing Different Day в 2004, Restless в 2006, Life Goes On в 2007 и The Beginning в 2008, он укрепляет свой статус одного из самых уважаемых рассказчиков о жизни улиц Хьюстона. Альбом Street King вышел в 2011 году.

## День Trae
В 2008 году, за выдающуюся работу на благо жителей города, руководство Хьюстона наградило Trae собственным днем, Днем Trae. Это первый случай, когда подобной чести удостоился рэп-исполнитель. С 22 июля 2008 день Trae отмечается ежегодно.

## Инциденты
В 2008 году, на вручении призов журнала Ozone, Trae схлестнулся с Mike Jones. Впоследствии оба извинились за своё поведение.
Trae проводил второй ежегодный День Trae в июле 2009 года, возле одного из университетов Хьюстона, когда, к концу мероприятия раздались выстрелы. Когда он объяснил на утреннем радиошоу станции KBXX 97.9 The Box что не готов смириться с подобным поведением, то был обвинен одной из ведущих в провокации таких событий текстами своих песен, в том что инцидент развязали люди которых он туда пригласил, а также потребовала перенести эти мероприятия куда подальше. Когда Trae назвал эту ведущую «толстозадой» на одном из микстейпов, радиостанция KBXX ввела запрет на песни Trae в своём эфире. Некоторые из диджейев KBXX были затем уволены поскольку продолжали пускать в эфир песни с Trae. В результате, в связи с возникшими трудностями в распространении своей музыки на территории Хьюстона, Trae в начале 2010 года подал в суд на KBXX за причинение урона карьере.

## Дискография
2003: Losing Composure BCD Music Group

2004: Same Thing Different Day BCD Music Group

2006: Restless Rap-A-Lot

2007: Life Goes On Rap-A-Lot

2008: The Beginning Rap-A-Lot

2011: Street King